# کاکل‌فری شاخ‌دار
کاکل‌فری شاخ‌دار (نام علمی: Pauxi unicornis) نام یک گونه از سرده کاکل‌فری‌های کلاه‌پوش است. این پرنده بیشتر در مناطق گرمسیر و نیمه‌گرمسیر مرطوب یافت می‌شود.